# 新千年紀宣言
新千年紀宣言（しんせんねんきせんげん）とは、旧世界基督教統一神霊協会がコミュニティFMで放送していた宗教番組である。

## 概要
通常、外部向けには統一教会が自らの存在を標榜して活動することは少ないが、この放送に関しては堂々と「日本統一教会」であることを公表して放送していた（各FM放送局のホームページにある番組表にも書かれていた）。

## 放送局・放送時間
- ラヂオもりおか：金曜日 21:45 - 22:00
- 福島コミュニティ放送：土曜日 7:45 - 8:00
- 秋田コミュニティ放送：土曜日 8:30 - 8:45
- FMやまと：土曜日 5:45 - 6:00